# Horse Guards Parade

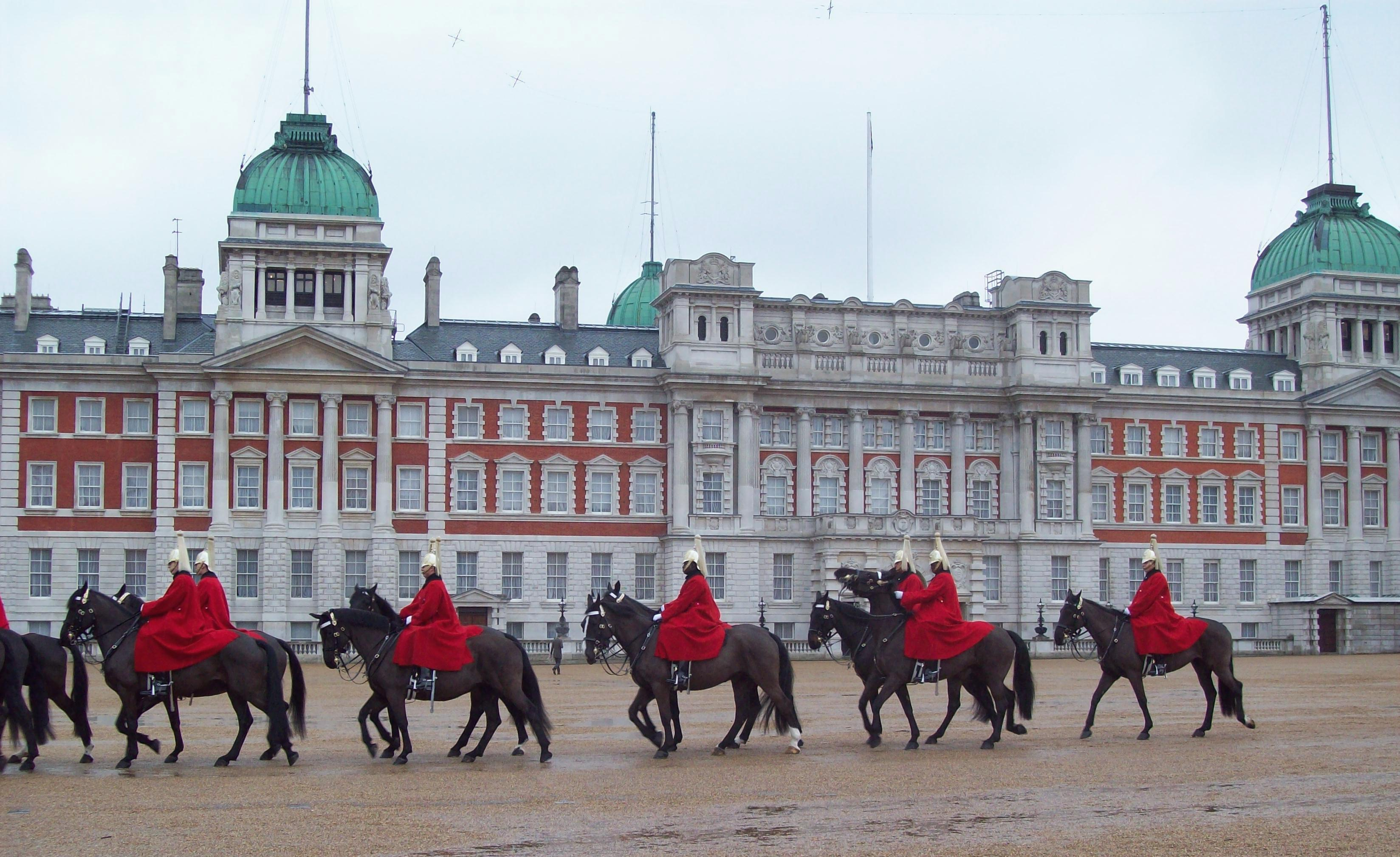
Horse Guards passeren de Old Admiralty in Horse Guards Parade.

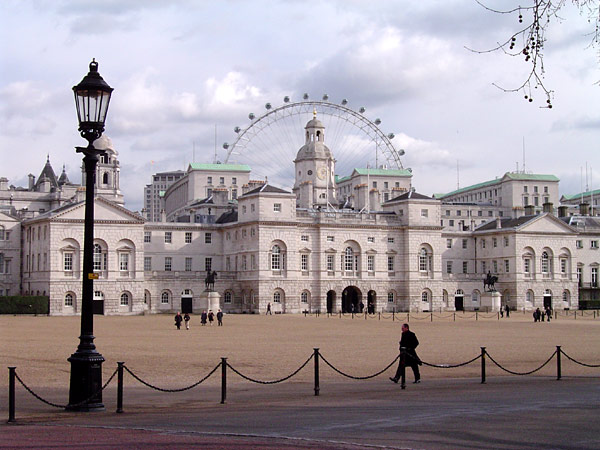
Horse Guards Parade, met de London Eye op de achtergrond.

Horse Guards Parade is een grote paradeplaats naast Whitehall in Centraal-Londen. Op deze locatie worden jaarlijks de ceremonieën van Trooping the Colour en  Beating Retreat gehouden.
Op deze locatie werden ooit riddertoernooien gehouden in de tijd van Hendrik VIII. Ook werd hier de verjaardag van Elizabeth I gevierd.
Sinds de 17e eeuw werd het gebied gebruikt voor allerlei parades en andere ceremonieën. Ooit was hier ook het hoofdkwartier van het Britse leger gevestigd. De hertog van Wellington was gestationeerd op Horse Guards toen hij Commander-in-Chief van het Britse leger was. De huidige General Officer Commanding London District gebruikt nog steeds hetzelfde kantoor en hetzelfde bureau. Tijdens de twintigste eeuw werd het gebied gebruikt als parkeerplaats voor ambtenaren, maar hieraan kwam een eind in de jaren 90. Dit proces werd aangezwengeld door de mortieraanval door de Provisional IRA op 10 Downing Street vanuit een voertuig dat op Horse Guards Avenue geparkeerd was nabij Horse Guards Parade. Voertuigen mogen thans nergens meer in het gebied parkeren.
Naast Trooping the Colour en Beating Retreat vindt hier meestal ook de welkomstceremonie plaats bij staatsbezoeken.

## Monumenten
Rondom de paradeplaats staat een aantal monumenten die herinneren aan de militaire geschiedenis van Groot-Brittannië:
- Standbeelden van de Veldmaarschalken Kitchener, Roberts en Wolseley
- Een Turks kanon gemaakt in 1524 dat in 1801 in Egypte werd buitgemaakt
- De Cádiz Memorial, een Frans mortier geplaatst op een gietijzeren Chinese draak ter gelegenheid van het beëindigen van het beleg van Cádiz in Spanje in 1812
- De Guards Memorial, ontworpen door beeldhouwer Gilbert Ledward in 1923-26 ter herinnering aan de Eerste Slag om Ieper en andere veldslagen van de Eerste Wereldoorlog.[2]
- In 2003 werd de Royal Naval Division Memorial, ontworpen door Edwin Lutyens in 1925, teruggeplaatst op zijn originele locatie op Horse Guards Parade.

## Olympische Zomerspelen 2012
Horse Guards Parade werd gebruikt als locatie voor de wedstrijden beachvolleybal tijdens de Olympische Zomerspelen van 2012, die in Londen plaatsvonden. Er waren twee tijdelijke speelvelden aangelegd met een capaciteit van 12.000 en 5.000 toeschouwers.